# Loris tardigradus nycticeboides
Loris tardigradus nycticeboides is een ondersoort van de rode slanke lori (Loris tardigradus). Vermoedelijk zijn de verschillen met de andere ondersoort, L. t. tardigradus, groot genoeg om L. t. nycticeboides als aparte soort te beschouwen.

## Beschrijving
L. t. nycticeboides komt enkel voor op de hoge wouden van Horton Plains in het centrum van Sri Lanka. Het halfaapje is tussen 15 en 25 centimeter lang en weegt zo'n 310 gram. Het heeft relatief grote ogen waardoor het in het donker kan jagen. Vergeleken met de andere ondersoort heeft L. t. nycticeboides een gedrongener lijf, kortere ledematen en een langere vacht. DNA-tests moeten uitsluitsel geven of het over twee verschillende soorten gaat.

## Populatie
Pas in 2009 werden de eerste foto's van L. t. nycticeboides genomen. Daarvoor werd het voor het laatst gezien in 2002, wat op zijn beurt de eerste keer was sinds 1939. Lange tijd werd dan ook gevreesd dat het dier was uitgestorven.
Het IUCN beschouwt L. t. nycticeboides als kritiek. Het beperkte leefgebied van 5000 km² staat onder druk van uitbreiding van de landbouw en de houtindustrie. Het verlies aan habitat en de jacht hebben over drie generaties (anno 2015) geleid tot een verlies van 50% van de populatie. Het IUCN voorziet een gelijkaardig verlies in de komende drie generaties.